# Diamond Peak (Oregon)
Diamond Peak ist ein Schildvulkan im Südwesten von Oregon, Vereinigte Staaten. 
Der 2666,4 m hohe Berg besteht aus 15 km³ Basaltandesit und ist etwas jünger als 100.000 Jahre.